# Sekolah Menengah Kebangsaan Taman Universiti
Sekolah Menengah Kebangsaan Taman Universiti (ou SMKTUN) est une école secondaire située à Jalan Pendidikan, Taman Universiti, Johor, Malaisie.

## Histoire
L'école a été ouverte le 1er décembre 1994 avec 1001 étudiants et 46 professeurs. En raison des problèmes d'infrastructure et du manque de bâtiments, les étudiants ont dû suivre les cours dans des locaux provisoires qui était à Sekolah Rendah Kebangsaan Taman Universiti 2 et Sekolah Rendah Kebangsaan Taman Sri Pulai accueillant respectivement 644 et 349 étudiants. Le premier directeur de l'établissement (headmaster) de cette école fut Monsieur Ahmad bin Atil.
Le 3 avril 1995, l'opération de déménagement de l'école sur l'emplacement actuel débuta. En 1998, l'école a été identifiée comme une école de catégorie d'"A" avec 2 837 étudiants et 124 professeurs. Le nombre d'étudiants a augmenté chaque année. Pour en réduire le nombre, on a construit de nouvelles écoles autour du secteur qui sont Sekolah Menengah Kebangsaan Taman Universiti 2, Sekolah Menengah Kebangsaan Mutiara Rini, et Sekolah Menengah Kebangsaan Desa Skudai. En conséquence, en 2002, le nombre d'étudiants avait diminué à 2 161 pupilles permettant d'améliorer le rapport entre étudiants et professeurs.